# Перри, Рут
Рут Сандо Фанбулле Перри  (англ. Ruth Sando Fahnbulleh Perry; 16 июля 1939, дер. Диа Таун, Гранд-Кейп-Маунт, Либерия — 8 января 2017, Колумбус, штат Огайо, США) — либерийский государственный деятель, председатель Государственного Совета Либерии (1996—1997). Являлась первой женщиной-президентом Либерии и современной Африки в целом.

## Биография
Родилась в мусульманской семье, принадлежала к народности ваи. Сначала она посещала местную школу по изучению Корана, завершив традиционное обучение в школе Санде.
В 1950-х гг. посещала католическую школу-интернат Св. Терезы, старшую школу Либерии в Монровии, где получила квалификацию для поступления в университет. Затем окончила педагогический колледж иберийского университета в Монровии, работала в качестве учителя начальных классов  в графстве Гранд-Кейп-Маунт. Вышла замуж за судью окружного суда Гранд-Кейп-Маунта Макдональда Перри, у неё было семеро детей и она занялась их воспитанием, оставив работу. В 1971 г. трудоустроилась в либерийское отделение Chase Manhattan Bank в Монровии, где работала до закрытия филиала в 1985 г., одновременно в качестве старшего учителя преподавала в школе Санде. 
Включилась в общественно-политическую жизнь ещё в 1970-х годах, когда вступила в Партию единства и участвовала в предвыборной кампании своего мужа. На выборах 1985 г. была избрана сенатором от округа Гранд-Кейп-Маунт. Проигравшие партии и иностранные наблюдатели за выборами сомневались в их честности, в стране прошли демонстрации и политические протесты. Часть оппозиционных партий, в том числе Партия единства Перри, бойкотировали парламентскую деятельность. В тот момент она решила выйти из Партии единства, сохранив свою сенатскую позицию в качестве независимого мандата. 
В 1989 г. была переизбрана в состав верхней палаты парламента страны. После государственного переворота в декабре 1989 г., на фоне затянувшейся Гражданской войны, выступала активным участником таких гражданских групп, как «Инициатива женщин в Либерии», «Женщины в действии за добрую волю» и Ассоциация социальных служб, которые стремились положить конец растущей гражданской войне в Либерии. За свою деятельность была вынуждена на некоторое время покинуть страну, поселившись в нью-йоркском боро Статен-Айленд. В ходе мирных переговоров в середине 1990-х гг. было решено, что она может взять на себя роль временного главы государства для подготовки к демократическим выборам в стране.
В 1996 г. занимала пост председателя Государственного Совета Либерии. На этом посту отвечала за подготовку и проведение президентских выборов, назначенных на 30 мая 1997 г. и укреплению мирного процесса. Использовав временное президентство для расширения своих международных контактов, она после передачи должности уехала за границу.
С 2004 г. работала в научно-исследовательском институте Бостонского университета, в президентском африканском архивном и исследовательском центре.
На посту сенатора и главы государства активно отстаивала права женщин в Либерии. Выступила основательницей организации Peace Now, являлась одним из учредителей Ассоциации развития женщин Либерии.